# Nguyễn Phúc Điền
Nguyễn Phúc Điền (chữ Hán: 阮福沺; 14 tháng 4 năm 1700 – 23 tháng 7 năm 1739), tước phong Dận Quốc công (胤國公), là một công tử con của chúa Nguyễn Phúc Chu trong lịch sử Việt Nam.

## Tiểu sử
Công tử Nguyễn Phúc Điền sinh ngày 25 tháng 2 (âm lịch) năm Canh Thìn (1700), là con trai thứ 12 của chúa Minh Nguyễn Phúc Chu, mẹ là Chánh nội phủ Nguyễn Thị Lan. Chính sử không ghi chép nhiều về công tử Điền, chỉ biết ông đã làm quan đến chức Hữu thủy Cai đội.
Năm Kỷ Mùi (1739), ngày 18 tháng 6 (âm lịch), công tử Điền qua đời, thọ 40 tuổi, được truy tặng chức Thái bảo, tước Dận Quốc công (胤國公). Mộ của ông được táng tại làng Định Môn (nay thuộc xã Hương Thọ, Huế), được thờ trong chùa Phước Thành.
Quốc công Điền có bốn con trai là Viên, Khâm, Tuyền, Nghiễm. Con trưởng là Viên, làm đến chức Chưởng thủy cơ, nhưng tính nghiện rượu, hay say sưa bỏ việc. Khâm làm đến Cai đội, còn Tuyền làm đến Hữu thủy Cai cơ. Năm Giáp Ngọ (1774), Tuyền theo chúa Định Nguyễn Phúc Thuần vào Nam, năm Bính Thân (1776), Tuyền chết trên chiến trận.
Một người con gái được biết đến của Dận Quốc công Điền tên là Ngọc Cầu, sủng phi của chúa Vũ Nguyễn Phúc Khoát, đồng thời cũng là em họ của chúa. Quyền thần Trương Phúc Loan là người đã tạo cơ hội cho bà Ngọc Cầu và chúa Vũ gặp nhau, sinh được hai con trai là công tử Diệu (mất sớm) và công tử Nguyễn Phúc Thuần, tức chúa Định. Vương triều Đàng Trong suy yếu từ đó. Chúa Nguyễn Phúc Khoát mất, Phúc Loan bắt nhốt thế tử Nguyễn Phúc Luân, người đã được chỉ định nối ngôi chúa Vũ, âm mưu cùng bà Ngọc Cầu đưa công tử Thuần lên làm chúa khi mới 12 tuổi. Loạn Giáp Ngọ (1774) xảy ra, bà Ngọc Cầu không theo con trai vào Nam mà cho lập chùa Phước Thành ở tại Phú Xuân để tu, rồi được táng trong chùa.